# Scobar
Scobarul (Chondrostoma nasus) este un pește care se găsește în apropierea apelor montane, în zona colinară și în Dunăre. Este un pește deosebit de rezistent la factorul de poluare.
Îl găsim pe fundul apelor reci cu fund nemâlos, cu pietriș. Circulă în grupuri și i se vede prezența datorită strălucirii argintii care se propagă în apă atunci când soarele strălucește.
Ca hrană preferă algele (perioada caldă) pe care le roade de pe pietre. Primăvara consumă icrele altor pești și viermi de apă.
Colorația este verde-măsliniu pe spate, argintiu pe burtă și înotătoare sângerii. Capul scobarului are caracteristica (de unde i se trage numele latinesc) că maxilarul superior este mai lung decât cel inferior, având o proeminență de tip "nas". În interior, peritoneul este negru, precum este și cavitatea mațelor, de aici este poreclit în popor: "mațe-negre".
Este un pește care are activitate continuă pe parcursul întregului an, dar în sezonul rece trebuie să caute locuri de iernat. În sezonul rece scobarul se deplasează mai puțin.